# Boloto Saryoba
Boloto Saryoba är en sumpmark i Kazakstan. Den ligger i den norra delen av landet, 500 km nordväst om huvudstaden Astana.